# Generation Pep
Generation Pep (tidigare GEN-PEP) är en ideell organisation med syfte att sprida kunskap och skapa engagemang kring barn och ungdomars hälsa.
Organisationen lanserades i juli 2016.
Generation Pep har instiftat ett pris för att belöna en person eller organisation som på ett inkluderande och tillgängligt sätt lyckats få barn och unga i Sverige att röra på sig. Vinnaren "Årets Peppare" annonserades 2017 i samband med Idrottsgalan på Svt. 
Verksamhetschef för Generation Pep är sedan 2019 Carolina Klüft.